# Liste der Biografien/Hov
Liste der Biografien |
Portal Biografien |
Personensuche
# |
A |
B |
C |
D |
E |
F |
G |
H |
I |
J |
K |
L |
M |
N |
O |
P |
Q |
R |
S |
T |
U |
V |
W |
X |
Y |
Z |
?
 
Ha |
Hd |
He |
Hi |
Hj |
Hk |
Hl |
Hm |
Hn |
Ho |
Hr |
Hs |
Ht |
Hu |
Hv |
Hw |
Hy
 
Hoa |
Hob |
Hoc |
Hod |
Hoe |
Hof |
Hog–Hok |
Hol |
Hom |
Hon |
Hoo |
Hop |
Hoq |
Hor |
Hos |
Hot |
Hou |
Hov |
How |
Hox |
Hoy |
Hoz
Die Liste der Biografien führt alle Personen auf, die in der deutschsprachigen Wikipedia einen Artikel haben. Dieses ist eine Teilliste mit 163 Einträgen von Personen, deren Namen mit den Buchstaben „Hov“ beginnt.

## Hov
- Hov, Marie (* 1989), norwegische Biathletin

### Hova
- Hovannisian, Raffi (* 1959), armenischer Politiker
- Hovannisian, Richard (1932–2023), US-amerikanischer Historiker und Professor

### Hovd
- Hovda, Kåre (1944–1999), norwegischer Biathlet
- Hovda, Kjell (* 1945), norwegischer Biathlet
- Høvdanum, Kári á (* 1990), färöischer Fußballschiedsrichter
- Hovde, Arne (1914–1936), norwegischer Skispringer
- Hovde, Frank (* 1959), norwegischer Schachspieler
- Hovde, Kristian (1903–1969), norwegischer Skilangläufer
- Hovde, Liv (* 2005), US-amerikanische Tennisspielerin
- Hovden, Emilie (* 1996), norwegische Handballspielerin
- Hovdenak, Ola Herje (* 1973), norwegischer Skibergsteiger
- Hovdenak, Olaf (1891–1929), norwegischer Langstreckenläufer

### Hove
- Hove, Anders (* 1956), dänischer Schauspieler
- Hove, Anke van (* 1963), deutsche Juristin, Präsidentin des Oberlandesgerichts Oldenburg
- Hove, Anne-Birthe (1951–2012), grönländisch-dänische Künstlerin
- Hove, Bartholomeus Johannes van (1790–1880), niederländischer Landschafts- und Vedutenmaler sowie Aquarellist und Lithograf
- Hove, Chenjerai (1956–2015), simbabwischer Schriftsteller
- Hove, Hubertus van (1814–1865), niederländischer Genremaler, Radierer und Aquarellist
- Hove, Joachim van den (1567–1620), flämisch-niederländischer Komponist und Lautenist
- Hove, Leonhard von dem (1519–1590), deutscher Schöffe und Bürgermeister der Freien Reichsstadt Aachen
- Hove, Maarten van den (1605–1639), niederländischer Astronom
- Hove, Michiel ten (1640–1689), Ratspensionär der Staaten von Holland und Westfriesland
- Hove, Ove (1914–1993), dänischer Politiker (Socialdemokraterne), Minister
- Hove, René van (1913–1997), niederländischer Radrennfahrer
- Høve, Tuva Ulsaker (* 2000), norwegische Handballspielerin
- Hove, Willem van den, niederländischer Kaufmann
- Hoveida, Habibullah Khan (1890–1935), persischer Diplomat
- Hövekamp, Carsten (* 1982), deutscher Politiker (CDU) und Bürgermeister der Stadt Dülmen
- Hövel zu Dudenroth, Heinrich Adolf von (1690–1748), Domherr in Münster
- Hövel, Clemens von (1832–1912), preußischer Rittergutsbesitzer und Politiker
- Hövel, Dennis Christian (* 1981), deutscher Bildungsforscher und Hochschullehrer (Sonderpädagogik)
- Hövel, Ernst (1885–1978), deutscher Archivar
- Hövel, Friedrich von (1766–1826), deutscher Politiker

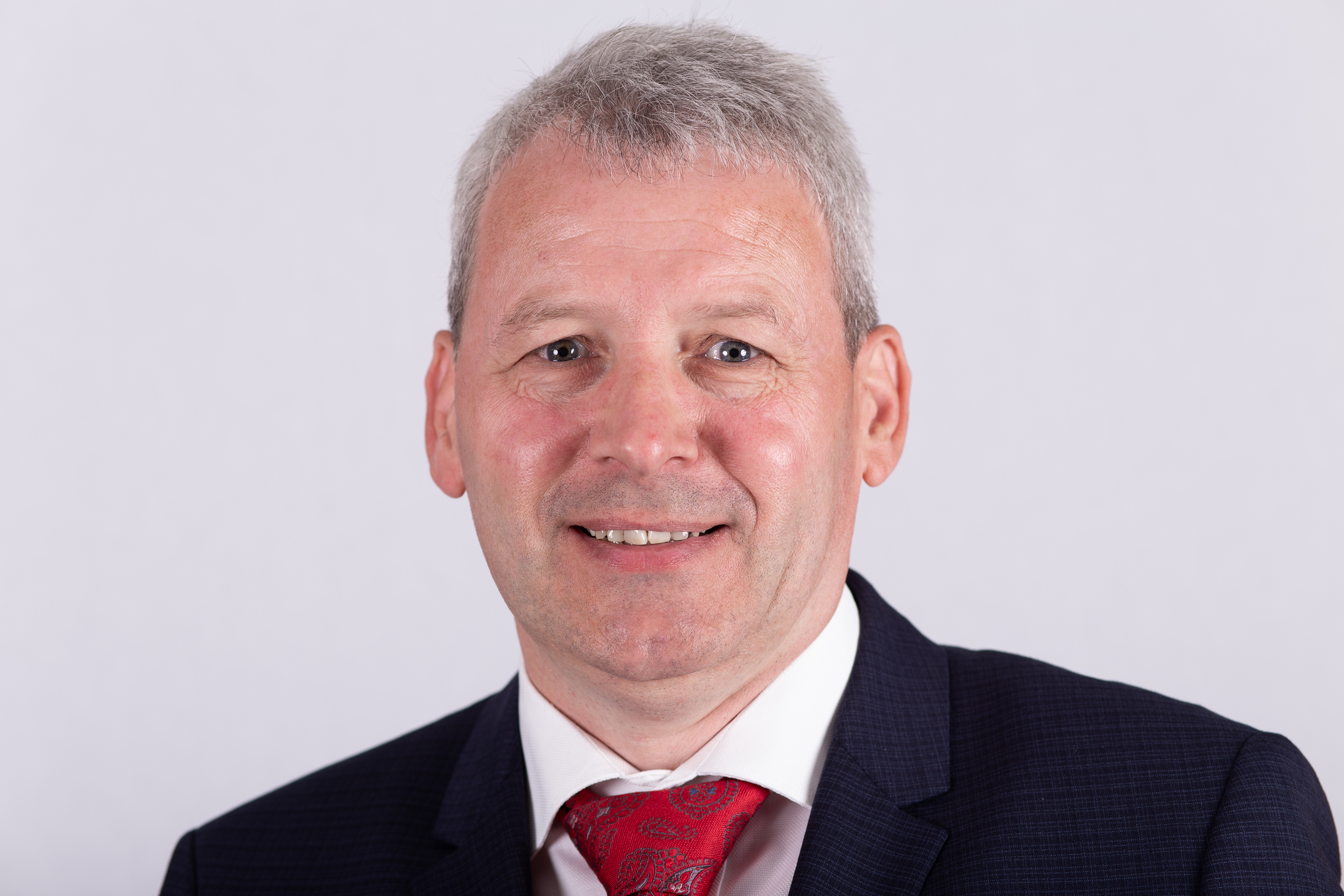
Holger Hövelmann (* 1967)

- Hövel, Gerda (* 1954), deutsche Politikerin (CDU), MdL
- Hövel, Gottfried von († 1530), Vizedominus und Domherr in Münster
- Hövel, Heinz van den (* 1937), deutscher Fußballspieler
- Hövel, Hermann, Bürgermeister in Arnsberg
- Hövel, Hermann von († 1478), Domherr in Münster
- Hövel, Hugo ten (1890–1953), Bürgermeister von Essen-Heisingen
- Hövel, Jörg Auf dem (* 1965), deutscher Politikwissenschaftler, Journalist
- Hövel, Joseph Anton Friedrich August von (1842–1917), deutscher Politiker und Regierungspräsident
- Hövel, Ludwig Wilhelm Alexander von (1746–1829), badischer Staatsminister
- Hövel, Markus van den (* 1963), deutscher Jurist und Richter
- Hövel, Paul (1904–1989), deutscher Verlagsmanager
- Hovelacque, Abel (1843–1896), französischer Linguist und Anthropologe
- Höveler, Norbert (* 1958), deutscher Cartoonist und Comiczeichner
- Höveler-Müller, Michael (* 1974), deutscher Ägyptologe und Autor
- Hövelich, Ferdinand von († 1725), Lehnsherr
- Hovelijnck, Kurt (* 1981), belgischer Radrennfahrer
- Hövell, Jos van (1919–1945), niederländischer Widerstandskämpfer und Ruderer
- Hovell, William (1786–1875), britischer Entdeckungsreisender in Australien, Kapitän
- Hovell-Thurlow-Cumming-Bruce, Francis, 8. Baron Thurlow (1912–2013), britischer Adliger und Diplomat
- Hovell-Thurlow-Cumming-Bruce, Roualeyn, 9. Baron Thurlow (* 1952), britischer Peer und Politiker
- Hövelmann, Gregor (1930–1986), deutscher Lehrer, Historiker und Archivar
- Hövelmann, Holger (* 1967), deutscher Politiker (SPD), MdLHolger Hövelmann (* 1967)
- Hövelmann, Ulrike (* 1954), deutsche Politikerin (SPD), MdBB
- Höveln, Conrad von (1630–1689), deutscher Barockdichter und Schriftsteller
- Höveln, Gotthard IV. von († 1571), Ratsherr der Hansestadt Lübeck
- Höveln, Gotthard VI. von (1595–1655), Ratsherr der Hansestadt Lübeck
- Höveln, Gotthard von (1603–1671), deutscher Jurist, Bürgermeister von Lübeck
- Höveln, Johann von (1601–1652), deutsch-baltischer Mediziner
- Hövels, Kenji (* 1993), deutscher Handballspieler und -trainer
- Hövels, Otto (1921–2014), deutscher Pädiater
- Hövels, Sandra (* 1998), deutsche Volleyballspielerin
- Hovemann, Gregor (* 1971), deutscher Sportökonom und Hochschullehrer
- Hovemann, Johann († 1447), Lübecker Ratsherr
- Hövemeyer, August (1824–1878), deutscher Historienmaler
- Hoven, Adrian (1922–1981), österreichischer Schauspieler, Regisseur und Filmproduzent
- Hoven, Annkathrin (* 2001), deutsche Leichtathletin
- Hoven, Elisa (* 1982), Juristin, Hochschullehrerin und LandesverfassungsrichterinElisa Hoven (* 1982)

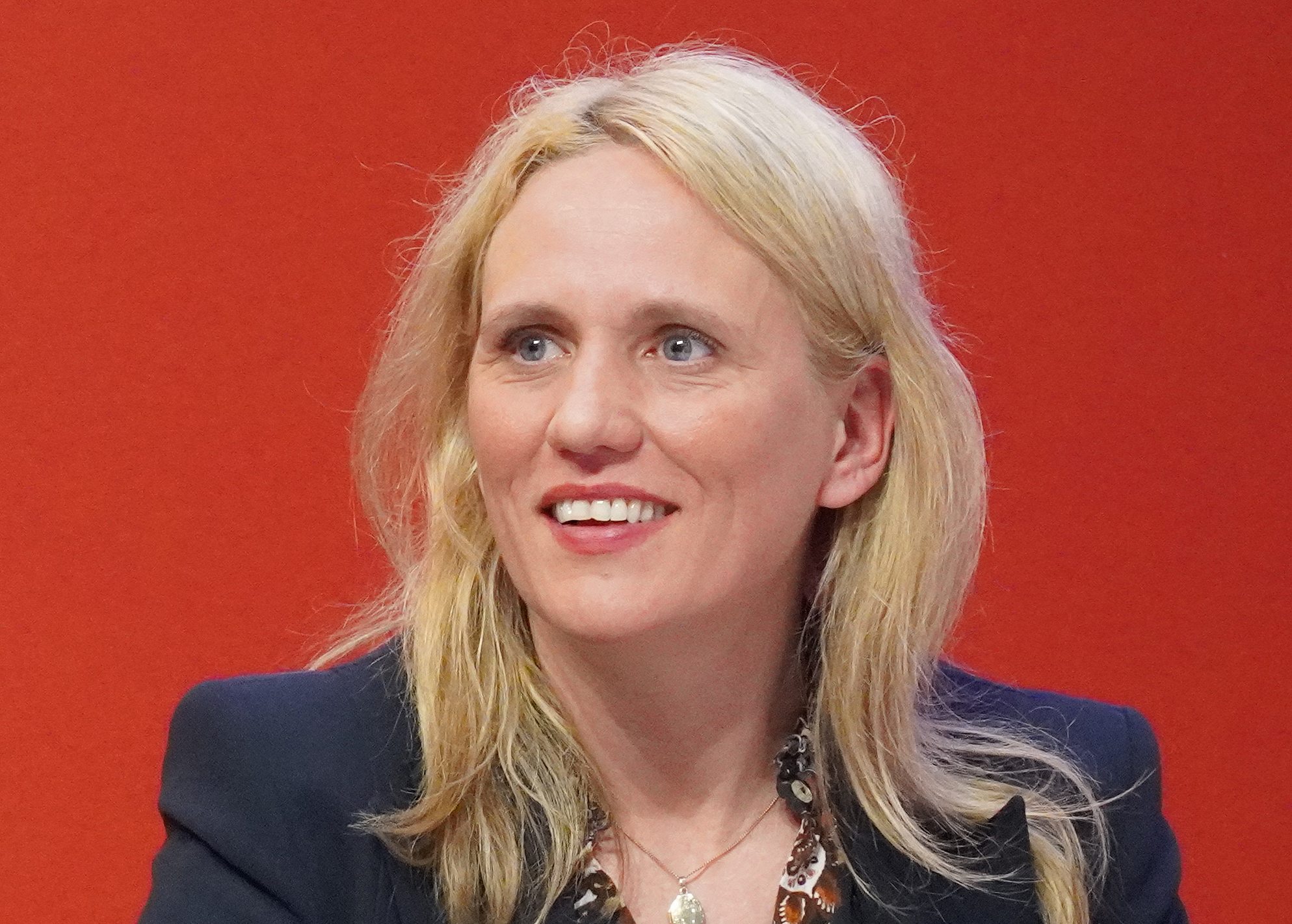
Elisa Hoven (* 1982)

- Hoven, Franz von (1842–1924), deutscher Architekt
- Hoven, Friedrich Wilhelm von (1759–1838), deutscher Arzt, Hochschullehrer, Nachbarskind und enger lebenslanger Freund Friedrich Schillers
- Hoven, Ingrid-Gabriela (* 1960), deutsche Volkswirtin
- Hoven, Johan Daniel van (1705–1793), Hochschullehrer, Professor der Geschichte und Beredsamkeit in Lingen
- Hoven, Line (* 1977), deutsche Comic-Zeichnerin und Illustratorin
- Hoven, Percy (* 1965), deutscher Fernsehmoderator und Synchronsprecher
- Hoven, Viktor (1909–1968), deutscher Politiker (FDP), MdL, MdB
- Hoven, Waldemar (1903–1948), deutscher KZ-Arzt, SS-Mitglied und Kriegsverbrecher
- Hoven, Werner von (1904–1965), deutscher Wirtschaftsfunktionär
- Hovenbitzer, Roman (* 1972), deutscher Opernregisseur
- Hovenden, Thomas (1840–1895), US-amerikanischer Maler irischer Herkunft
- Hövener, Jan-Bernd (* 1980), deutscher Physiker
- Hovengen, Åge (1927–2018), norwegischer Politiker (Arbeiderpartiet)
- Hovenjürgen, Josef (* 1963), deutscher Politiker (CDU), MdLJosef Hovenjürgen (* 1963)

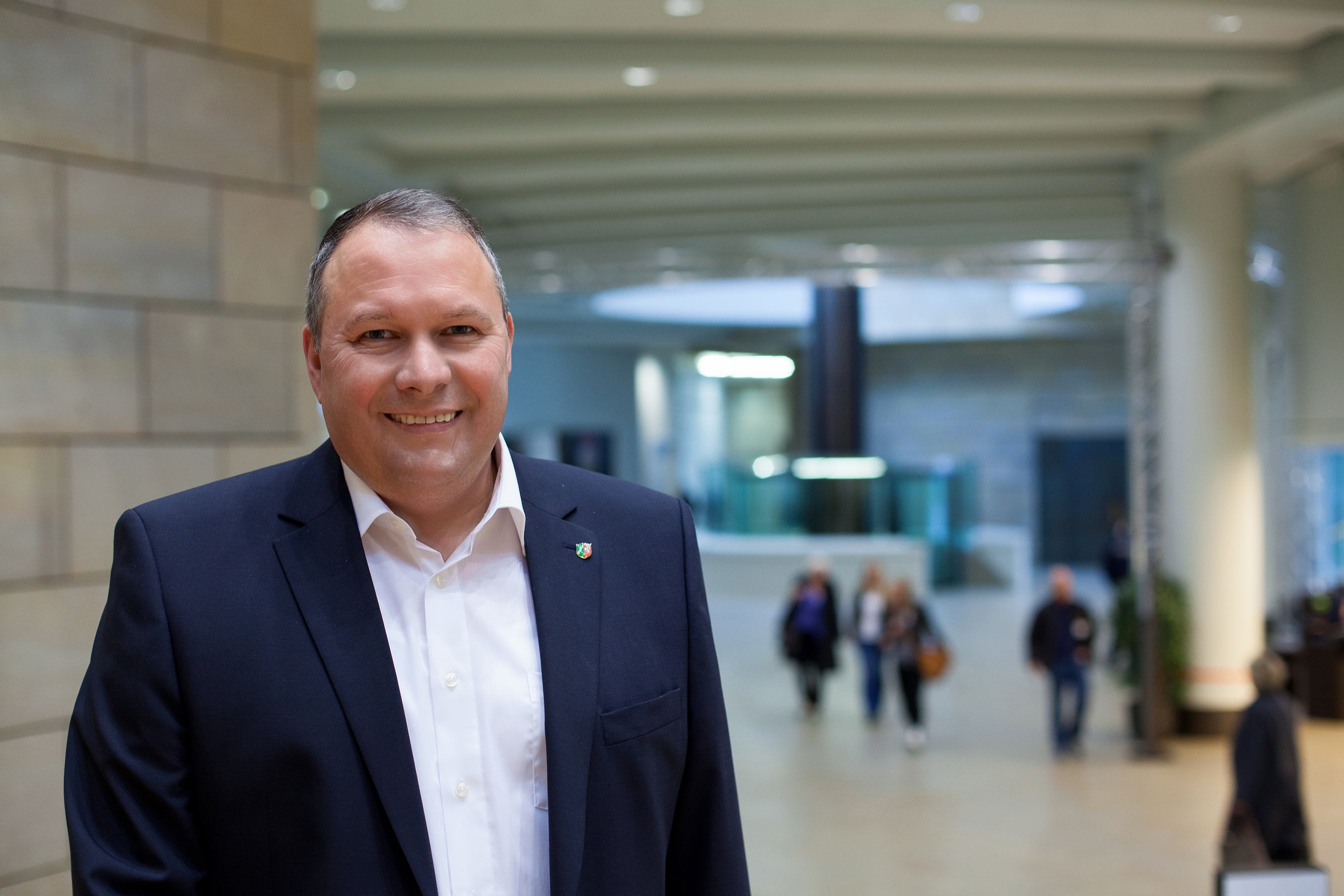
Josef Hovenjürgen (* 1963)

- Hovenkamp, Eva (* 1996), niederländische Leichtathletin
- Hovenkamp, Hugo (* 1950), niederländischer Fußballspieler
- Höver, Albert (1911–1998), deutscher Politiker (CDU), MdL
- Höver, Gerhard (* 1949), deutscher katholischer Moraltheologe
- Höver, Johannes (1816–1864), deutscher Stifter der Ordensgenossenschaft der Armen Brüder vom heiligen Franziskus
- Höver, Otto (1889–1963), deutscher Schriftsteller
- Höver, Peter (* 1957), deutscher Journalist und Sprecher der Landesregierung von Schleswig-Holstein
- Hoverbeck, Christoph Ernst von (1725–1781), preußischer Generalmajor, Chef des Kürassierregiments Nr. 6
- Hoverbeck, Johann Dietrich von (1652–1714), brandenburgisch-preußischer Diplomat
- Hoverbeck, Johann von (1606–1682), deutscher Diplomat
- Hoverbeck, Leopold von (1822–1875), deutscher Gutsbesitzer und Politiker (DFP), MdR
- Hoverbeck, Reinhold Friedrich von (1720–1770), preußischer Generalmajor, Chef des Leibkarabinierregiments
- Hoverden, Johann Adrian Hermann von (1819–1900), deutscher Altertumsforscher und Politiker
- Hoverden, Johann Adrian Philipp Anton von (1750–1831), preußischer Kammerherr und Landrat
- Höverkamp, Ingeborg (* 1946), deutsche Autorin
- Hovermann, Eike (* 1946), deutscher Politiker (SPD), MdB
- Hövermann, Jürgen (1922–2024), deutscher Geograph und Hochschullehrer
- Hövermann, Louise (1898–1979), deutsche Politikerin (SPD), MdHB
- Hovers, Erella (* 1956), israelische Paläoanthropologin und Hochschullehrerin
- Hovesen, Sine (* 1987), dänische Fußballspielerin
- Hovest, Ludger (* 1950), deutscher Politiker (SPD), MdL
- Hovest, Lutz (* 1957), deutscher Fußballspieler
- Hovest, York (* 1978), deutscher Dokumentar-, Werbe- und Modefotograf
- Hovestädt, Doris (* 1943), deutsche Tischtennisspielerin
- Hovey, Alvin Peterson (1821–1891), US-amerikanischer Politiker
- Hovey, Fred (1868–1945), US-amerikanischer Tennisspieler
- Hovey, Richard (1864–1900), US-amerikanischer Dichter
- Hoveyda, Amir Abbas (1919–1979), iranischer Politiker und Ministerpräsident des IranAmir Abbas Hoveyda (1919–1979)

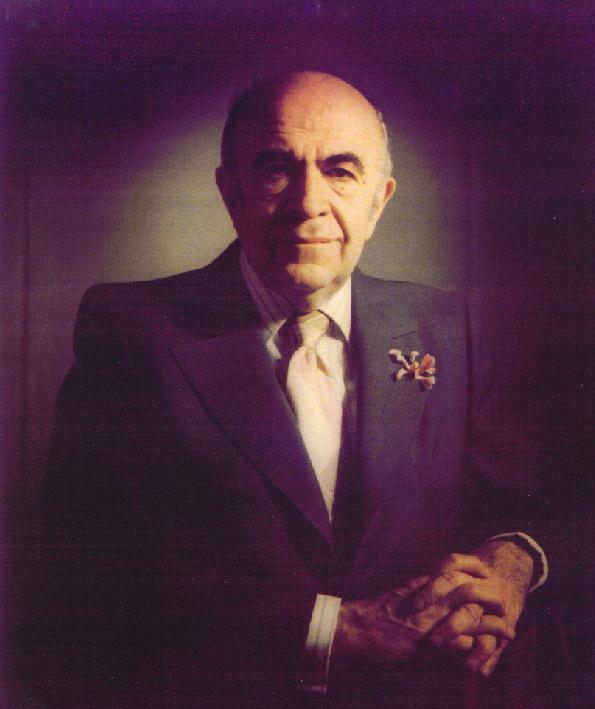
Amir Abbas Hoveyda (1919–1979)

- Hoveyda, Amir H. (* 1959), US-amerikanischer Chemiker
- Hoveyda, Fereydoun (1924–2006), iranischer Politiker und Schriftsteller

### Hovg
- Hovgaard Jakobsen, Hans (1895–1980), dänischer Turner
- Hovgaard, Andreas Peter (1853–1910), dänischer Marineoffizier und Polarforscher
- Hovgaard, Esben (* 1982), dänischer Triathlet
- Hovgaard, Jesper (* 1981), dänischer Badmintonspieler

### Hovh
- Hovhaness, Alan (1911–2000), US-amerikanischer Komponist armenisch-schottischer Abstammung
- Hovhannes XI. von Bayburt (1757–1817), armenischer Geistlicher
- Hovhannes XII. Arscharouni (1854–1929), armenisch-apostolischer Patriarch von Konstantinopel (1911–1913)
- Hovhannisian, Nathan (* 1955), armenischer Geistlicher

### Hovi
- Hovi, Kimmo (* 1994), finnischer Fußballspieler
- Hovi, Matti (* 1937), finnischer Radrennfahrer
- Hovi, Sasu (* 1982), finnischer Eishockeytorwart
- Hovi, Venla (* 1987), finnische Eishockeyspielerin und -trainerin
- Hovic, Gaspar († 1627), flämischer Maler
- Hovig (* 1989), zypriotisch-armenischer Sänger
- Hovig, Andrea Bræin (* 1973), norwegische Schauspielerin, Sängerin und Autorin
- Hovig, Ingrid Espelid (1924–2018), norwegische Fernsehmoderatorin, Hauswirtschaftslehrerin und Autorin
- Høvik, Trond (* 1966), norwegischer Schauspieler
- Hovind, Kent (* 1953), US-amerikanischer KreationistKent Hovind (* 1953)

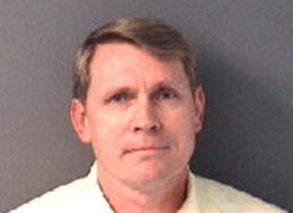
Kent Hovind (* 1953)

- Hovine, Jade (* 2004), belgische Eiskunstläuferin
- Hovinen, Niko (* 1988), finnischer Eishockeytorwart
- Hovinen, Seppo (* 1951), finnischer Speerwerfer
- Hoving, Kees (1919–1991), niederländischer Schwimmer
- Hovingham-Meister, französischer Maler
- Hovington, Frank (1919–1982), US-amerikanischer Bluessänger, Gitarrist, Banjo- und Ukulele-Spieler
- Hovink, Rita (1944–1979), niederländische Jazz-, Chanson- und Schlagersängerin
- Hovis, Larry (1936–2003), US-amerikanischer Schauspieler und Sänger
- Hovius, Mathias (1542–1620), katholischer Theologe und Erzbischof von Mechelen

### Hovl
- Hovland, Abraham Nilsen (1876–1957), norwegischer Marineoffizier und Erfinder
- Hovland, Brede (* 1973), norwegischer Produzent und Schauspieler
- Hovland, Carl I. (1912–1961), US-amerikanischer Psychologe
- Hovland, Egil (1924–2013), norwegischer Komponist
- Hovland, Even (* 1989), norwegischer Fußballspieler
- Hovland, George (1926–2021), US-amerikanischer Skilangläufer
- Hovland, Ingeborg (* 1969), norwegische Fußballtorhüterin
- Hovland, Odd Harald (* 1962), norwegischer Politiker
- Hovland, Ragnar (* 1952), norwegischer Schriftsteller, Kinderbuchautor, Übersetzer und Musiker
- Hovland, Stine (* 1991), norwegische Fußballspielerin
- Hovland, Tim (* 1959), US-amerikanischer Volleyball- und Beachvolleyballspieler
- Hovland, Viktor (* 1997), norwegischer GolfsportlerViktor Hovland (* 1997)

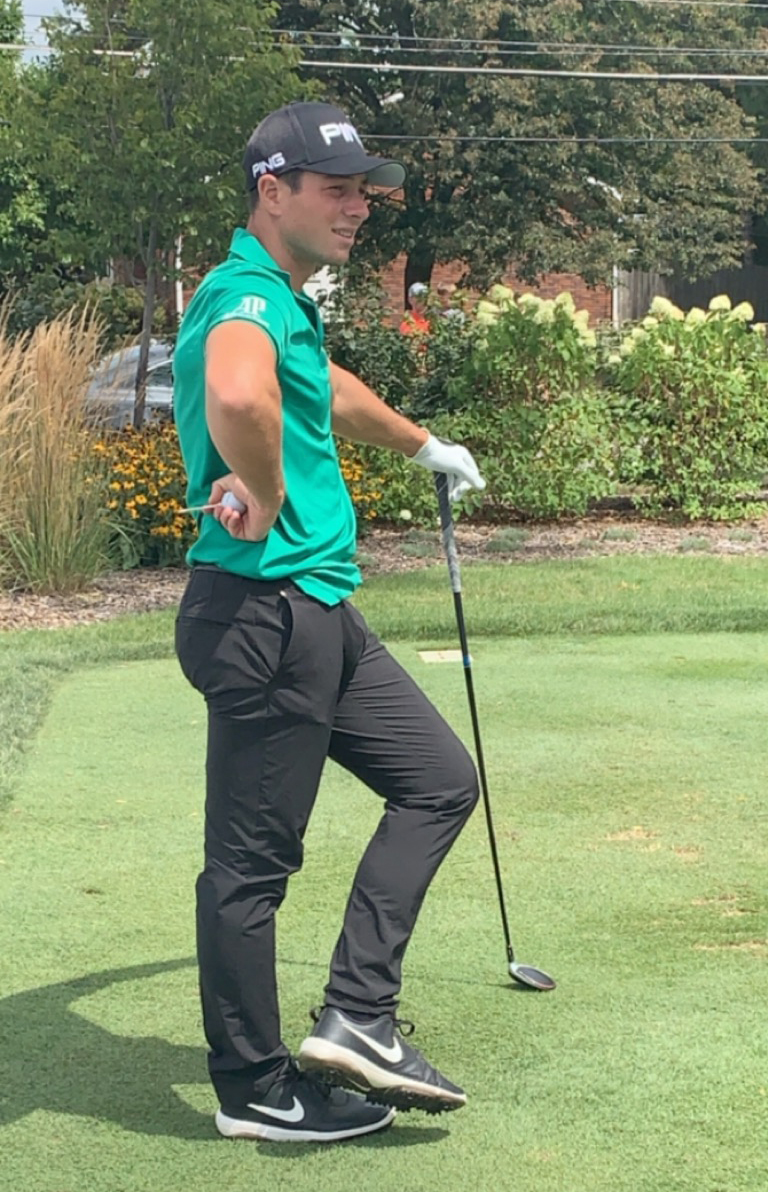
Viktor Hovland (* 1997)

- Hovland-Udén, Lisa (* 1990), schwedische Geschwindigkeitsskifahrerin

### Hovm
- Hovman, Klavs (* 1957), dänischer Jazzmusiker (Bass, Komposition)
- Hovmand, Emil (* 1991), dänischer Bahn- und Straßenradrennfahrer
- Hovmand, Svend Erik (* 1945), dänischer Politiker
- Hovmann, Nicolai (* 1994), dänischer Volleyball- und Beachvolleyballspieler

### Hovo
- Hovorka, Marek (* 1984), slowakischer Eishockeyspieler

### Hovr
- Hovring, Charlotte (* 1979), norwegische Curlerin

### Hovs
- Hovsepian Mehr, Haik (1945–1994), iranischer Pfarrer und Märtyrer

### Hovy
- Hovyn de Tranchère, Jules-Auguste (1816–1898), französischer Politiker